# Samuel Köleséri von Keres-Eer

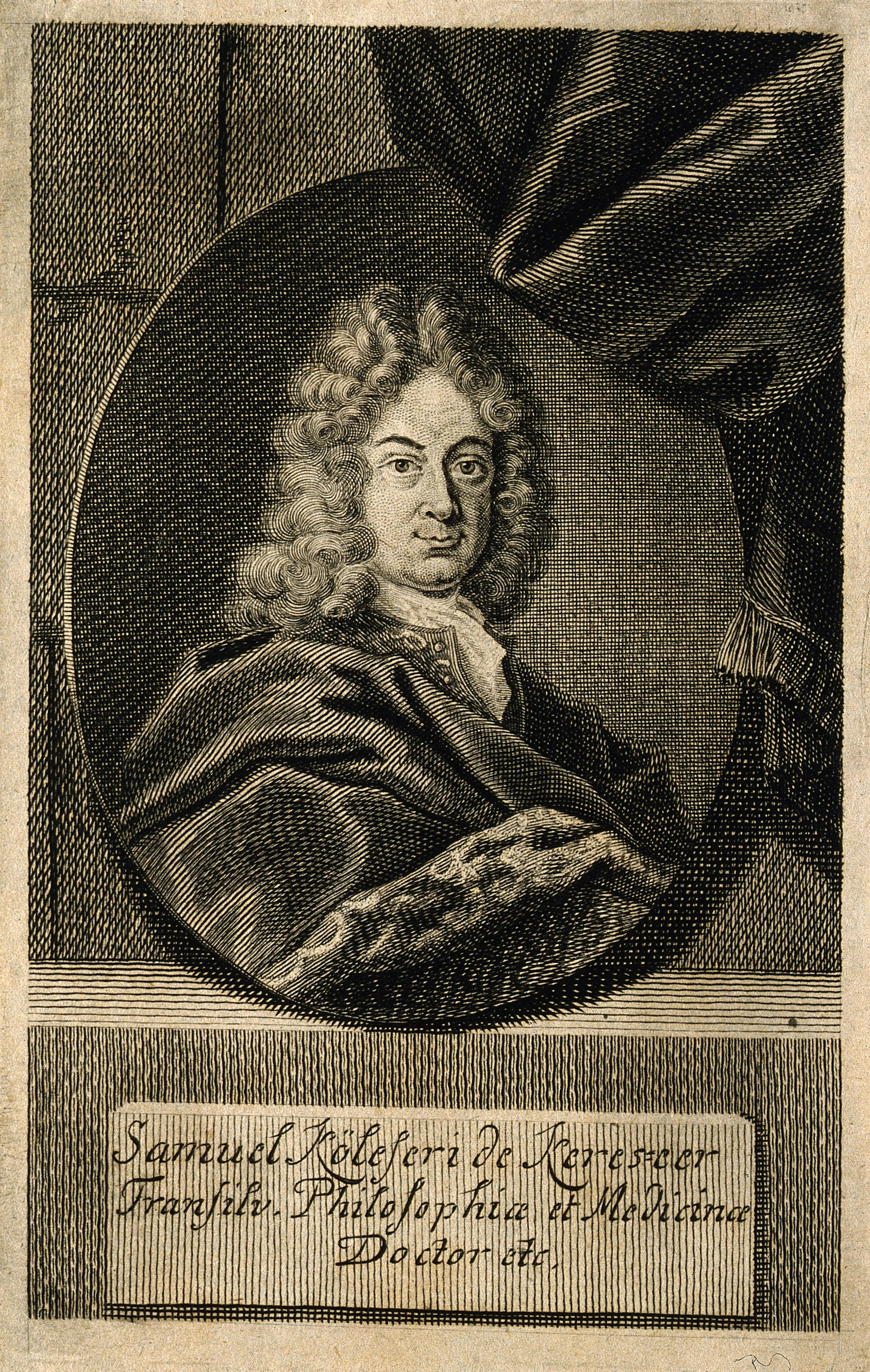
Samuel Köleséri von Keres-Eer

Samuel Köleséri von Keres-Eer (* 1663 in Szendrö; † 1732 in Hermannstadt) war ein siebenbürger Arzt, Gubernialrat, Generalinspekteur der Goldbergwerke Siebenbürgens und Mitglied der „Leopoldina“.

## Leben
Samuel Köleséri von Keres-Eer studierte zunächst Theologie in Leiden. Vor dem Jahr 1685 erwarb er den Titel eines „Magister Artium“. Ab 1685 studierte er in Leiden und an deutschen Hochschulen zusätzlich Medizin. Er ließ sich anschließend als Arzt in Hermannstadt nieder und gab dort in den Jahren 1707 und 1709 medizinische Arbeiten über den Skorbut und die Pest, die Siebenbürgen stark heimsuchte, heraus. In Hermannstadt wurde er Arzt des siebenbürgischen Guberniums, Generalinspektor der Goldbergwerke Siebenbürgens, Gubernialsekretär und später Gubernialrat. Im Jahr 1717 gab er sein Werk „Auraria romano-dacica“ heraus, in dem er die Geschichte der Goldbergwerke in Siebenbürgen beschrieb. Nebst eigenen Erfahrungen berief er sich in diesem Opus auf Plinius den Älteren. Auch dem dakischen und siebenbürgischen Münzwesen wird ein Kapitel gewidmet. Dieses Werk führte am 18. Oktober 1719 zu der Aufnahme von Köleséri in die „Leopoldina“. Dort bekam er den Beinamen „CHRYSIPPUS I.“ Köleséri von Keres-Eer hinterließ über 40 medizinische, historische, philosophische und weitere Werke, sowohl in lateinischer als auch in ungarischer Sprache.
Samuel Köleséri von Keres-Eer korrespondierte mit anderen Mitgliedern der Leopoldina, so z. B. in St. Petersburg.

## Werke in den Ephemeriden der „Leopoldina“
- Observatio 88: De Apostemate Hepatis curato
- Observatio 89: De vomica pectoris
- Observatio 90: Intestini para extra abdomen pendulum
- Observatio 91: De transmutatione ferri in cuprum
- Observatio 92: Achates etc. Transylvaniae
- Observatio 93: Mures agrestes

## Portraitstich
- Digitaler Portraitindex, Universitätsbibliothek Leipzig: Bildnis des Samuel Köleseri de Keres-eer, Siebenbürg. Arzt und Montanist, abgerufen am 18. November 2017.

| Personendaten    | Personendaten                  |
| ---------------- | ------------------------------ |
| NAME             | Köleséri von Keres-Eer, Samuel |
| KURZBESCHREIBUNG | siebenbürger Arzt              |
| GEBURTSDATUM     | 1663                           |
| GEBURTSORT       | Szendrö                        |
| STERBEDATUM      | 1732                           |
| STERBEORT        | Hermannstadt                   |